# Katalexe
Die Katalexe (altgriechisch κατάληξις katálēxis, deutsch ‚frühzeitiges Aufhören‘; Adjektiv katalektisch) bezeichnet in der antiken Metrik einen Vers in einem regelmäßigen Versmaß, dessen letzter Versfuß (bzw. dessen letztes Metron) verkürzt ist, im Gegensatz zum akatalektischen Vers, bei dem der letzte Versfuß vollständig ist. Zum Beispiel besteht der daktylische Hexameter in seiner vollständigen, akatalektischen Form aus sechs Daktylen:
—◡◡ | —◡◡ | —◡◡ | —◡◡ | —◡◡ | —◡◡
In der katalektischen Form entfällt die letzte Silbe und der letzte Fuß wird zum Trochäus
—◡◡ | —◡◡ | —◡◡ | —◡◡ | —◡◡ | —◡
Da in der antiken Verslehre der Daktylus auch durch zwei Längen realisiert werden konnte (——), kann ein katalektischer Daktylus auch zu einer Länge (—) verkürzt sein.
Eine Verkürzung um zwei oder mehr metrische Elemente bzw. um ein ganzes Metrum wird auch als Brachykatalexe (Adjektiv brachykatalektisch) bezeichnet.